# Група (ТВ серија)
Група је српска телевизијска серија из 2019. године. Током 2014. урађена је пилот епизода серије под радним насловом Одељење.

## Радња
Драган Милетић Гага, искусни инспектор трећег одељења за крвне деликте има специфичне методе рада који се многима не свиђају. Упоран, тврдоглав, темељан, истрајава у намери да реши стари случај. Оног тренутка, када познати београдски криминалац, који је његова опсесија, буде убијен за њега није крај — напротив, све тек почиње. Настављајући даље да трага, Гагу ће истрага довести до малолетника које су ситни дилерски послови увукли у много опаснију игру. То ће отворити Пандорину кутију из које ће излетети нови проблеми, нови заплети и нове нерешене ситуације.

## Улоге
| Глумац               | Улога                       |
| -------------------- | --------------------------- |
| Игор Бенчина         | Драган Гага Милетић         |
| Денис Мурић          | Вања Новаковић              |
| Ивана Зечевић        | Петра Милосављевић          |
| Павле Менсур         | Лука Новаковић              |
| Марко Миливојев Мили | Станислав                   |
| Филип Ђурић          | Страхиња                    |
| Војин Ћетковић       | Шумић                       |
| Дејан Луткић         | Страхињин адвокат           |
| Јован Белобрковић    | Страхињин брат              |
| Тијана Марковић      | Јакшићка                    |
| Јасна Ђуричић        | Сремица                     |
| Милица Трифуновић    | Марта Милетић               |
| Немања Вановић       | инспектор Митровић          |
| Бранка Катић         | Ленка Милосављевић          |
| Нела Михаиловић      | Милена/Лукина и Вањина мама |
| Бојан Жировић        | Влада                       |
| Ирфан Менсур         | Урош Каназир                |
| Матеа Милосављевић   | Петрина тетка               |
| Борис Јагер          | Борис                       |
| Марко Јанкетић       | психолог                    |
| Милутин Мима Караџић | Станислављев отац           |
| Никола Шурбановић    | Гвозден                     |
| Марко Гиздавић       | Сима/Чувар                  |
| Страхиња Блажић      | Коста                       |
| Синиша Шупић         |                             |
| Мања Алексић         | Софија/Гагина ћерка         |
| Марко Јањић          | Срђан Брдар                 |
| Марко Рапајић        |                             |
| Младен Совиљ         | Стефан Пешић                |
| Јелена Ћурувија      | Дуња Херак                  |
| Миодраг Крстовић     | Гагин отац                  |
| Александар Стојковић | Боро                        |
| Никола Вујовић       | Шумићев брат/Сретен         |
| Тања Бошковић        | Мартина мајка               |
| Драган Марјановић    | Мартин отац                 |
| Драгиња Вогањац      | Станислављева мајка         |
| Никола Брун          | млади Страхиња              |
| Иван Стефановић      | лекар                       |
| Огњен Јанковић       | узгајивач марихуане         |

## Епизоде
| Сезоне | Сезоне | Епизоде | Оригинално емитовање | Оригинално емитовање |
| Сезоне | Сезоне | Епизоде | Почетак емитовања    | Крај емитовања       |
| ------ | ------ | ------- | -------------------- | -------------------- |
|        | 1      | 11      | 13. октобар 2019.    | 22. децембар 2019.   |